# Mediorhynchus orientalis
Mediorhynchus orientalis är en hakmaskart som beskrevs av Belopolskaya 1953. Mediorhynchus orientalis ingår i släktet Mediorhynchus och familjen Giganthorhynchidae. Inga underarter finns listade i Catalogue of Life.